# Com ensinistrar un drac 2
Com ensinistrar un drac 2 (títol original en anglès, How to Train Your Dragon 2) és una pel·lícula de fantasia d'acció animada per ordinador estatunidenca del 2014 basada en la sèrie de llibres homònima de Cressida Cowell. Produïda per DreamWorks Animation i distribuït per 20th Century Fox, és la seqüela de la pel·lícula de 2010 Com ensinistrar un drac i la segona entrega de la trilogia. La pel·lícula va ser escrita i dirigida per Dean DeBlois, i és protagonitzada per les veus originals en anglès de Jay Baruchel, Gerard Butler, Craig Ferguson, America Ferrera, Jonah Hill, Christopher Mintz-Plasse, T.J. Miller i Kristen Wiig, juntament amb Cate Blanchett, Djimon Hounsou, i Kit Harington. Ambientada cinc anys després dels esdeveniments de la primera pel·lícula, la pel·lícula segueix en Singlot, de vint anys, i els seus amics de joves adults mentre es troben amb la Valka, la mare perduda d'en Singlot, i en Drago Bludvist, un boig que vol conquerir el món.
L'abril de 2010 es va anunciar una seqüela de Com ensinistrar un drac. DeBlois, que va codirigir la primera pel·lícula, va començar a redactar-ne l'esquema el febrer de 2010. Havia acceptat tornar per dirigir la segona pel·lícula amb la condició que se li permetés convertir-la en una trilogia. Va citar Star Wars episodi V: L'Imperi contraataca i El meu veí Totoro com les seves principals inspiracions, amb l'abast ampliat de L'Imperi contraataca com a principal font. DeBlois i el seu equip creatiu van visitar Noruega i Svalbard per buscar inspiracions per a l'escenari. El compositor John Powell va tornar per gravar la banda sonora. Tot el repartiment de veu de la primera pel·lícula també va tornar, mentre que Blanchett i Hounsou van signar per donar veu a Valka i Drago, respectivament. Com ensinistrar un drac 2 va ser la primera pel·lícula de DreamWorks que va utilitzar un processament multinucli escalable i el nou programari d'animació i il·luminació de l'estudi.
Com ensinistrar un drac 2 es va exhibir al Festival de Canes el 16 de maig de 2014 i es va estrenar als Estats Units el 13 de juny. Va rebre crítiques positives per la seva animació, interpretació de veu, música, seqüències d'acció, profunditat emocional i un to més fosc i seriós en comparació amb el film predecessor. Va recaptar més de 621 milions de dòlars a tot el món, la qual cosa la va convertir en la 12a pel·lícula més taquillera del 2014. Va guanyar menys que el seu predecessor a la taquilla dels EUA, però va tenir un millor rendiment internacional. La pel·lícula va guanyar el Globus d'Or a la millor pel·lícula d'animació i sis premis Annie, inclosa la millor pel·lícula d'animació, i va ser nominada a l'Oscar a la millor pel·lícula d'animació. L'última entrega de la trilogia, Com ensinistrar un drac 3, es va estrenar el 22 de febrer de 2019.
Aquesta pel·lícula ha estat doblada al català.